# Amanda (imię)
Amanda – imię żeńskie pochodzenia łacińskiego, stanowiące żeński odpowiednik imienia Amand, wywodzące się od czasownika amare – „kochać” i oznaczające „ta, która powinna być kochana” lub „godna miłości”. Znane w starożytnym Rzymie. Rozpowszechnione w Niemczech w początkach XIX wieku. Często nadawane w Stanach Zjednoczonych. W Polsce notowane co najmniej od II połowy XVIII wieku, ale w średniowieczu znana była tylko męska forma Amandus(z). 
Imię rzadkie w Polsce. W styczniu 2025 r. w rejestrze PESEL, wśród publicznie dostępnych danych dotyczących osób żyjących, wykazano 5766 kobiet o imieniu Amanda nadanym jako imię pierwsze. 
Amanda imieniny obchodzi:
- 6 lutego[2], jako wspomnienie św. Amanda, biskupa Maastricht,
- 18 czerwca[2], jako wspomnienie św. Amanda, biskupa Bordeaux,
- 26 października[5], jako wspomnienie św. Amanda, biskupa Strasburga[6][2].

## W innych językach
- łacina – Amanda[2]
- angielski – Amanda[2]
- franc. – Amandine
- hiszp. – Amanda, Amande
- niemiecki – Amanda[2].

## Kobiety o imieniu Amanda
- Amanda Beard – amerykańska pływaczka
- Amanda Bearse – amerykańska aktorka i reżyserka
- Amanda Burton – brytyjska aktorka
- Amanda Bynes – amerykańska aktorka
- Amanda Coetzer – tenisistka południowoafrykańska
- Amanda Crew – kanadyjska aktorka
- Amanda Detmer – amerykańska aktorka filmowa, teatralna i telewizyjna
- Amanda Hopmans – holenderska tenisistka
- Amanda Lear – francuska piosenkarka
- Amanda Marshall – kanadyjska wokalistka popowo-rockowa
- Amanda Michalka – amerykańska aktorka, piosenkarka i autorka piosenek
- Amanda Nunes – brazylijska zawodniczka MMA
- Amanda Palmer – amerykańska wokalistka, kompozytorka i pianistka
- Amanda Pays – angielska aktorka i modelka
- Amanda Peet – amerykańska aktorka filmowa i telewizyjna
- Amanda Plummer – amerykańska aktorka
- Amanda Righetti – amerykańska aktorka
- Amanda Seyfried – amerykańska aktorka
- Amanda Stepto – kanadyjska aktorka
- Amanda Swisten – amerykańska modelka i aktorka
- Amanda Tapping – kanadyjska aktorka
- Amanda Wyss – amerykańska aktorka.